# Helvibis longicauda
Helvibis longicauda là một loài nhện trong họ Theridiidae.
Loài này thuộc chi Helvibis. Helvibis longicauda được Eugen von Keyserling miêu tả năm 1891.